# Barnskötare
Barnskötare är ett socialt yrke där man tar hand om barn, oftast i förskoleverksamhet.
En flicka eller ung kvinna som tar hand om andras barn i deras hem, ibland som inneboende, kallades tidigare ibland även barnsköterska, eller ord som barnjungfru eller barnpiga, men numera används oftare benämningen barnflicka, särskilt om den anställde är något yngre, eller nanny om den anställde är något äldre och/eller har utbildning för sitt arbete. Manliga motsvarigheter kallas ibland för "manny", men numera kan även mer könsneutrala benämningen barnvakt, som oftast syftat på en tillfällig barnpassare, förekomma. Ibland kan dock termen barnskötare fortfarande användas, då oftast om äldre som eventuellt har genomgått särskild utbildning inom området, eller om barnen är yngre (ungefär upp till cirka 3 år).

## Sverige
På förskolor i Sverige arbetar barnskötare tillsammans med förskollärare, och de två yrkesgrupperna kompletterar varandra i ett arbetslag där förskolläraren har ledningsansvaret. I praktiken genomför de i princip samma arbetsuppgifter. Det kan även förekomma andra yrkesgrupper inom förskolor, såsom specialpedagoger, resurs- och elevassistenter. Barnskötare kan även arbeta på skola eller fritidshem och samarbeta med bland annat lärare, fritidspedagoger och fritidsledare. I viss mån anlitas barnskötare på sjukhus.
Yrket kräver minst utbildning på gymnasienivå eller motsvarande. Numera bedrivs utbildning till barnskötare inom barn- och fritidsprogrammet på gymnasiet och via komvux. Tidigare[Årtal?] fanns en särskild gymnasieutbildning som ledde till barnskötarexamen, men det har numera avskaffats.